# چرچیل (اوهایو)
چرچیل (به انگلیسی: Churchill) یک منطقهٔ مسکونی در ایالات متحده آمریکا است که در شهرستان ترامبل، اوهایو واقع شده‌است. چرچیل ۶٫۵ کیلومتر مربع مساحت و ۲٬۶۰۱ نفر جمعیت دارد و ۳۲۵ متر بالاتر از سطح دریا واقع شده‌است.